# Manchester City Football Club 1895-1896
Questa pagina raccoglie i dati riguardanti il Manchester City Football Club nelle competizioni ufficiali della stagione 1895-1896.

## Maglie
| Casa |

## Rosa
| N. |                           | Ruolo | Calciatore       |
| -- | ------------------------- | ----- | ---------------- |
|    | Inghilterra (bandiera)    | P     | Charlie Williams |
|    | Scozia (bandiera)         | D     | Hughie Clifford  |
|    | Inghilterra (bandiera)    | D     | Thomas Porteous  |
|    | Scozia (bandiera)         | C     | James McBride    |
|    | Scozia (bandiera)         | C     | Willie Maley     |
|    | Canada (bandiera)         | A     | Walter Bowman    |
|    | Scozia (bandiera)         | A     | Jock Espie       |
|    | Inghilterra (bandiera)    | A     | Pat Finnerhan    |
|    | Scozia (bandiera)         | A     | Wally McReddie   |
|    | Galles (bandiera)         | A     | Billy Meredith   |
|    | Scozia (bandiera)         | A     | Bob Milarvie     |
|    | Scozia (bandiera)         | A     | Hugh Morris      |
|    | non conosciuta (bandiera) |       | Tommy Chapman    |
|    | non conosciuta (bandiera) |       | Davies           |
|    | non conosciuta (bandiera) |       | John Ditchfield  |

| N. |                           | Ruolo | Calciatore     |  |
| -- | ------------------------- | ----- | -------------- |  |
|    | non conosciuta (bandiera) |       | Frank Dyer     |  |
|    | non conosciuta (bandiera) |       | Alec Gillies   |  |
|    | non conosciuta (bandiera) |       | James Harper   |  |
|    | non conosciuta (bandiera) |       | FRobert Hill   |  |
|    | non conosciuta (bandiera) |       | Tommy Little   |  |
|    | non conosciuta (bandiera) |       | McCabe         |  |
|    | non conosciuta (bandiera) |       | George Mann    |  |
|    | non conosciuta (bandiera) |       | Miller         |  |
|    | non conosciuta (bandiera) |       | Bobby Moffatt  |  |
|    | non conosciuta (bandiera) |       | Thomas Read    |  |
|    | non conosciuta (bandiera) |       | J. Robertson   |  |
|    | non conosciuta (bandiera) |       | David Robson   |  |
|    | non conosciuta (bandiera) |       | Sandy Rowan    |  |
|    | non conosciuta (bandiera) |       | James Sharples |  |

## Statistiche

### Statistiche di squadra
| Competizione    | Punti | In casa | In casa | In casa | In casa | In casa | In casa | In trasferta | In trasferta | In trasferta | In trasferta | In trasferta | In trasferta | Totale | Totale | Totale | Totale | Totale | Totale | DR  |
| Competizione    | Punti | G       | V       | N       | P       | Gf      | Gs      | G            | V            | N            | P            | Gf           | Gs           | G      | V      | N      | P      | Gf     | Gs     | DR  |
| --------------- | ----- | ------- | ------- | ------- | ------- | ------- | ------- | ------------ | ------------ | ------------ | ------------ | ------------ | ------------ | ------ | ------ | ------ | ------ | ------ | ------ | --- |
| Second Division | 46    | 15      | 12      | 3       | 0       | 37      | 9       | 15           | 9            | 1            | 5            | 26           | 29           | 30     | 21     | 4      | 5      | 63     | 38     | +25 |
| Play-off        | -     | 2       | 1       | 1       | 0       | 4       | 1       | 2            | 0            | 0            | 2            | 1            | 14           | 4      | 1      | 1      | 2      | 5      | 15     | -10 |
| FA Cup          | -     | -       | -       | -       | -       | -       | -       | -            | -            | -            | -            | -            | -            | -      | -      | -      | -      | -      | -      | -   |
| Totale          | -     | 17      | 13      | 4       | 0       | 41      | 10      | 17           | 9            | 1            | 7            | 27           | 33           | 34     | 22     | 5      | 7      | 69     | 53     | +16 |